# 三小叶翠雀花
三小叶翠雀花（学名：Delphinium trifoliolatum）为毛茛科翠雀属的植物，是中国的特有植物。分布于中国大陆的湖北、四川等地，生长于海拔1,600米的地区，多生在山地林下及林边草地，目前尚未由人工引种栽培。